# Microdaphne
Microdaphne is een geslacht van weekdieren uit de klasse van de Gastropoda (slakken).

## Soorten
- Microdaphne morrisoni Rehder, 1980
- Microdaphne trichodes (Dall, 1919)